# Třída Attack (ponorka)
Třída Attack byla plánovaná třída oceánských konvenčních ponorek australského královského námořnictva, vyvíjených v rámci modernizačního programu SEA 1000. Ve službě měly nahradit šest jednotek třídy Collins. Oproti ní měly mít větší dosah, vytrvalost a všeobecně vyšší výkony. Mezi jejich hlavní úkoly patřilo ničení lodí a ponorek, průzkumné a zpravodajské mise, minové operace a podpora operací speciálních sil. Austrálie plánovala stavbu až 12 ponorek třídy Attack. Mělo se jednat o do té doby největší australský zbrojní program s předpokládanými náklady ve výši 36 miliard USD. V roce 2021 byl program ukončen v souvislosti se vznikem nového obranného paktu AUKUS. Australská vláda se totiž rozhodla upustit od akvizice konvenčních ponorek ve prospěch mnohem ambicioznějšího programem stavby útočných jaderných ponorek. 

## Stavba
V rámci programu SEA 1000 Austrálie vybírala mezi třemi typy ponorek – německým typem 216 koncernu ThyssenKrupp Marine Systems (TKMS), konvenční verzí francouzských jaderných ponorek třídy Barracuda koncernu DCNS (nabídnuty pod označením Shortfin Barracuda Block 1A) a japonskou třídou Sórjú od konsorcia Team Japan. Přihlášky do programu byly uzavřeny na konci listopadu 2015 a jejich kritické posuzování probíhalo od března 2016.
Dne 26. dubna 2016 australský premiér Malcolm Turnbull oznámil, že vítězem se stal projekt Shortfin Barracuda Block 1A loděnice DCNS (od roku 2017 Naval Group). Vývoj ponorek byl zahájen ještě v průběhu roku 2016. Loděnice DCNS byla hlavním partnerem projektu, přičemž stavbu ponorek měla zajistit australská loděnice Adelaide Ship Construction Int. (ASC) v Adelaide. Hlavním integrátorem bojového systému byla společnost Lockheed Martin. Oficiální kontakt na stavbu 12 ponorek byl podepsán 11. února 2019. Zahájení stavby prototypu HMAS Attack bylo plánováno na rok 2023.
V září 2021 Austrálie, USA a Velká Británie oznámily vznik nového trojstranného vojenského paktu AUKUS. Prvním významným krokem v rámci tohoto paktu se stalo oznámení Austrálie, že odstupuje stavby konvenčních ponorek třída Attack a namísto toho Australské královské námořnictvo získá nejméně osm jaderných útočných ponorek, jejichž stavba proběhně s pomocí členů AUKUS v domácích loděnicích v Adelaide. Zrušení programu znamená významnou ekonomickou ztrátu pro francouzskou loděnici Naval Group. Vznik paktu silně popudil francouzskou vládu.